# Ciudad de pobres corazones (canción)
«Ciudad de pobres corazones» es una canción compuesta e interpretada por el músico argentino Fito Páez, lanzada como sencillo del álbum homónimo de 1987. Es una de las canciones más populares del artista rosarino, que suele interpretarla en sus conciertos.
La canción y el álbum del mismo nombre fue creada por Páez luego de recibir la noticia del asesinato de sus abuelas en la ciudad de Rosario. Páez se encontraba en Brasil cuando se enteró del asesinato, perpetrado por un antiguo compañero de escuela y frustrado músico, Walter de Giusti. Acosado por los medios y preso de una terrible depresión, Páez se fue en 1987 a Tahití junto con un amigo y asistente, donde compondría casi todos los temas del disco que terminó llevando el nombre de la canción.
Pero la canción epónima ya había sido estrenada en diciembre de 1986 durante la presentación del disco "La la la", junto a Luis Alberto Spinetta. La canción puede por lo tanto considerarse la primera expresión de la situación que atravesó el músico en esa época, cuando Páez adoptaría cada vez más, en entrevistas y apariciones públicas, una actitud de roquero inconforme. Esta actitud se ponía en evidencia al posar con una campera de cuero para la tapa de la revista Canta Rock, y contando en la misma que había ido a ver el primer show de The Ramones en Argentina. En esa misma entrevista decía  ya no querer ser más "el chico bueno del rock" y que "está explotando en mí una violencia que no la tenía muy clara" y usaba malas palabras, como en la letra de la canción cuando hablaba de "esta puta ciudad". Musicalmente, no obstante, estaba lejos de sonar tan pesado u oscuro como pretendía. "Ciudad de pobres corazones" seguía siendo una canción compuesta a partir del piano, pero oculto tras un riff de guitarra al estilo de AC/DC y con efectos de cámara sobre la voz.

## Músicos
- Fito Páez: voz principal y coros, piano.
- Fabián Gallardo: guitarra eléctrica y coros.
- Fabián González: sintetizador y órgano.
- Fabián Llonch: bajo.
- Daniel Wirtz: batería.